# Integrálógömb

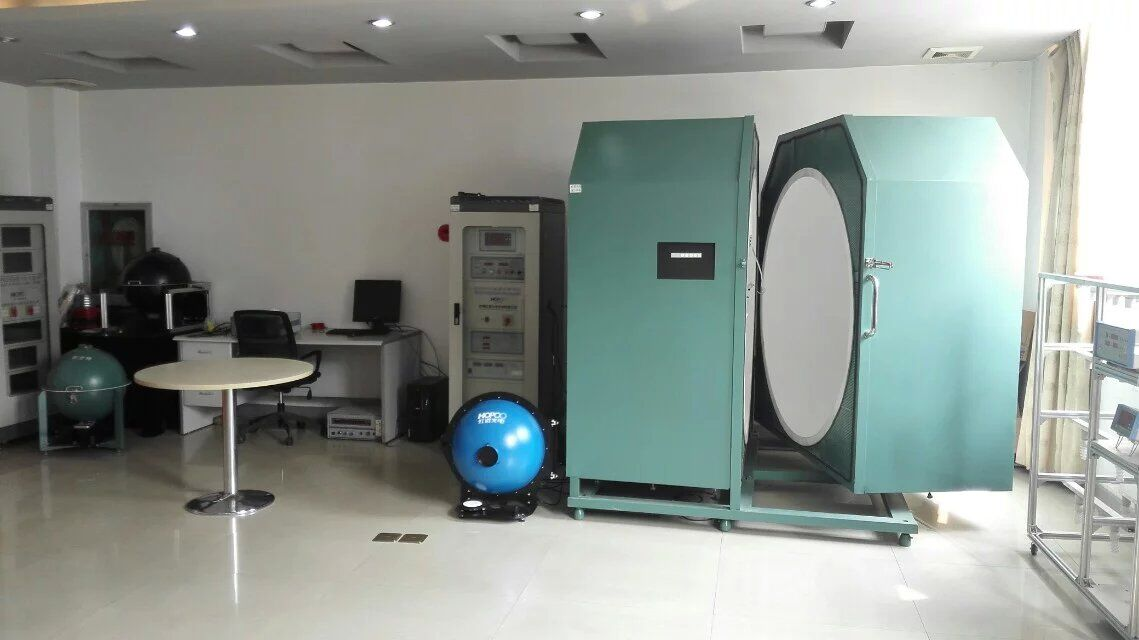
Kinyitott, integrálógömböt tartalmazó berendezés

Az integrálógömb vagy Ulbricht-gömb egy optikai eszköz. Fő eleme egy gömb alakú üreg, melynek belsejét jellemzően egy fehér, diffúz módon reflektáló anyagból (pl. teflonból) alakítják ki. A gömbön általában kis be- és kilépő nyílásokat alakítanak ki, melyeken fénynyaláb léphet át. A gömb belsejébe egy nyílásán át irányított fénynyaláb a belső felületen szóródva többszöri visszaverődés után hagyja el a gömböt. Az eszköz egy kilépő ablakához általában fénydetektort helyeznek.
Az integrálógömbnek alapvetően háromféle hatása van, mely az alkalmazásainak is az alapja:
- Belső felületének diffúz módon reflektáló jellege miatt a megvilágító fény térbeli különbségeit elfedi. Így például egy térben változó fényforrás térben homogénebb eloszlású nyalábbá alakítható.
- A többszöri visszaverődés, illetve annak statisztikus jellege miatt a kilépő nyílásokon megjelenő nyaláb időben széthúzódik, időtartama hosszabb lesz.
- Ha a veszteségektől eltekintünk, a kilépő nyalábok összes energiája meg fog egyezni a belépő nyalábéval, viszont ezek teljesítményének időbeli eloszlása más lesz.

Az eszköz radiometriai alkalmazását R. Ulbricht javasolta 1900-ban, amely a gyakorlatban hamar átvette az aprólékos és időigényes munkát igénylő goniofotométer helyét a fényforrások vizsgálatában. Az integrálógömb egy változatának tekinthető, kocka alakú optikai integráló eszköz elvi leírását először W. E. Sumpner adta meg 1910-ben.

## Működése
Az ideális integrálógömb viselkedését az alábbiak jellemzik:
- A belső felületén veszteségmentes reflexió történik.
- A reflexió térbeli szögeloszlása egyenletes, azaz a gömb belseje Lambert-felületnek tekinthető.
- Az integrálógömbből kilépő fényt gyűjtő detektorra máshonnan érkező fény nem jut. Ennek megfelelően a külső fényforrások, és a direkt nyaláb hatását is ki kell küszöbölni.

A gömb felületére érkező nyaláb diffúz módon szóródik. A különböző térszögek irányába szóródó térkomponensei a gömb belsejében addig terjednek, míg újra a falhoz nem érnek, ahol újra diffúz szórás történik. Mindez addig ismétlődik, míg az adott nyalábkomponens az egyik kilépő nyíláshoz nem érkezik. 
Egy adott sugarú gömb esetében megadható az az átlagos visszaverődésszám, melyet egy adott foton átlagosan elszenved, mielőtt valamely nyíláson át nem távozik a gömb belsejéből. A valóságban a gömb belső felülete nem tökéletes reflektor, mely például úgy vehető figyelembe, hogy egy adott foton minden fafal ütközése során adott valószínűséggel elnyelődhet. A reális integrálógömbök kilépő ablakain jelentkező nyalábok energiája ez alapján nem pontosan egyezik meg a belépő nyalábéval, de azzal a gyakorlatban általában arányos.

## Alkalmazásai

Transzmisszió és reflexió mérése integrálógömbbel

A diffúzorjellegű viselkedése révén az integrálógömb alkalmazható fénynyalábok energiájának, teljesítményének, fluxusának mérésére úgy, hogy ezen méréseket nem befolyásolja a nyaláb jellemzőinek, illetve a fénydetektor érzékenységének térbeli eloszlása. Fényforrást alkalmazó mérőműszerekben például alkalmazhatnak integrálógömböt a fényforrás stabilitásának vizsgálatára, kalibrációjára.
Fényforrások fejlesztése során fontos szempont, hogy az eszköz által kibocsátott fényteljesítmény az időben előrehaladva, illetve bizonyos behatásokra adott válaszként hogyan változik. Ezért ilyen fejlesztések során gyakran alkalmaznak nagyméretű integrálógömböket. A gömb belsejébe helyezett fényforrás direkt nyalábját kitakarják, így a fénydetektorra a gömb diffúz felületéről érkező, térbeli eltéréseket kiátlagoló nyalábjai jutnak csak. Ez lehetőséget ad a fényforrás fényének stabilabb, térbeli hatásoktól mentes vizsgálatára.
Az integrálógömb kilépő ablakain szórt fény lép ki, így olyan kísérletekben, vagy eljárásokban, ahol szórt fényre van szükség, egy fényforrás és egy integrálógömb kombinációja használható fényforrásként.
Ha egy vizsgálandó mintát helyezünk egy integrálógömb belsejébe, felületéről transzmissziós, reflexiós és abszorpciós jellemzőket mérhetünk.

## Anyaga
Az integrálógömb működését nagymértékben befolyásolja a gömb belső felületét borító anyag. Fontos jellemzője, hogy kellőképpen diffúz, és kis abszorpciójú legyen.

## Fordítás
Ez a szócikk részben vagy egészben  az   Integrating sphere című angol Wikipédia-szócikk ezen változatának fordításán alapul.  Az eredeti cikk szerkesztőit annak laptörténete sorolja fel. Ez a jelzés csupán a megfogalmazás eredetét és a szerzői jogokat jelzi, nem szolgál a cikkben szereplő információk forrásmegjelöléseként.

### Szakkönyvek, publikációk
- Rosa, Edward Bennett, and Albert Hoyt Taylor. "Theory, construction, and use of the photometric integrating sphere." Journal of the Franklin Institute 195.1 (1923): 107-109.